# Johan Georg Zernebach

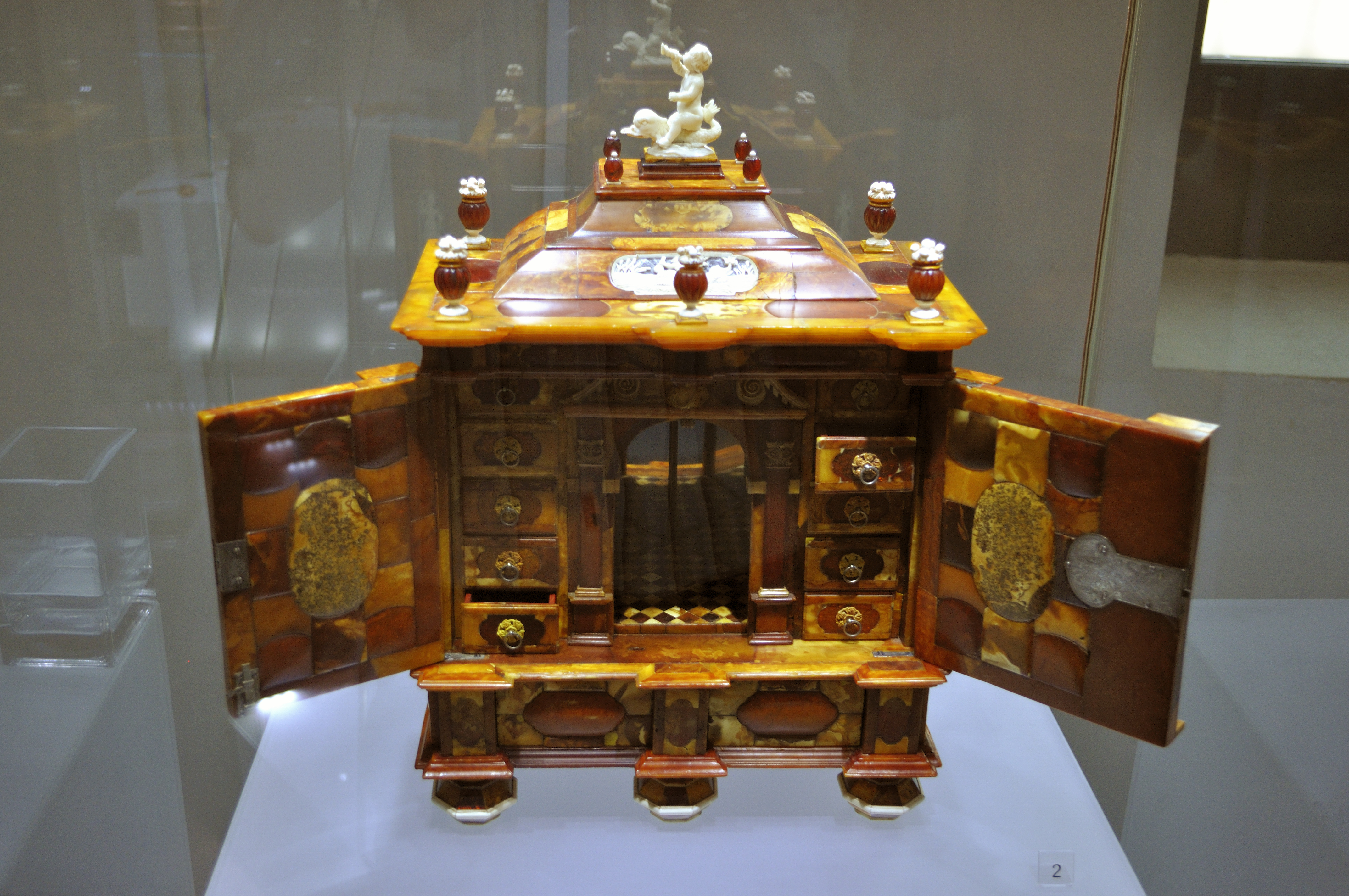
Kabinet bursztynowy naśladujący gdańską szafę epoki baroku. Dzieło J.G. Zernebacha, 1724 r. Muzeum Bursztynu w Gdańsku.

Johan Georg Zernebach, Johan Georg Zarrenbach,  Johann Georg Zernebach – mistrz gdańskiego cechu bursztynników, aktywny w Gdańsku w latach 20. XVIII w.
Jest twórcą kabinetu wykonanego w 1724 r. z bursztynu, zdobionego kością słoniową, srebrem i kryształami miki, będącego obecnie w zbiorach Muzeum Bursztynu w Gdańsku. Jest jednym z nielicznych gdańskich bursztynników z okresu sprzed XIX w., znanych z sygnowanych dzieł. 